# Porongurup tenuis
Porongurup tenuis – gatunek chrząszcza z rodziny kusakowatych i podrodziny marnikowatych.

## Taksonomia
Gatunek ten opisali po raz pierwszy w 2019 roku Choi Su Ho, Donald S. Chandler i Park Jong Seok na łamach ZooKeys. Jako miejsce typowe wskazano okolice Mandalay Beach w Parku Narodowym Walpole-Nornalup w Australii. Epitet gatunkowy oznacza po łacinie „smukły” i nawiązuje do kształtu paramer w genitaliach samca.

## Morfologia
Chrząszcz o ciele długości od 1,8 do 2 mm i żółtawobrązowym do rudobrązowego ubarwieniu. Głowę zaopatrzoną ma w głęboką i wąską bruzdę czołową i wyraźne dołeczki ciemieniowe. Czułki mają człon drugi dłuższy niż szeroki, człon trzeci niemal kwadratowy i najmniejszy, człony czwarty i piąty dłuższe niż szerokie, człony szósty i ósmy tak długie jak szerokie, a człony dziewiąty i dziesiąty poprzeczne. Pokrywy samców są dłuższe niż szerokie, samic zaś skrócone. Odwłok u samca ma szósty segment trzykrotnie dłuższy niż piąty, u samicy zaś półtorakrotnie dłuższy niż piąty. Genitalia samca mają fallobazę w widoku grzbietowym owalną, płat środkowy tak długi jak paramery i o ostrym, wąskim, pozbawionym ruchomego przedłużenia szczycie, a same paramery symetryczne, dwukrotnie węższe niż u P. angulatus.

## Ekologia i występowanie
Owad endemiczny dla Australii, znany tylko z Australii Zachodniej, gdzie zamieszkuje Park Narodowy Walpole-Nornalup. Zasiedla lasy i zadrzewienia zdominowane przez eukaliptusy, zdominowane przez eukaliptusy i Allocasuarina oraz lasy mieszane na wydmach. Bytuje w ściółce, pod korą i butwiejącymi kłodami.